# 精文世嘉
精文世嘉(上海)有限公司，简称精文世嘉，是总部位于中国上海的一家娱乐公司，由日本世嘉株式会社和上海市精文投资有限公司（中国共产党上海市委员会全资子公司）联合控股，曾代理世嘉公司部分街机游戏（例如舞萌maimai）在中国大陆的业务。该公司目前已经注销，其部分原有业务已被其他公司继承。

## 公司历史
2009年12月23日，上海市精文投资有限公司与日本世嘉株式会社联合投资设立精文世嘉，负责电子游戏或街机游戏的代理、制作等业务，以世嘉公司的游戏为主。
2010年，精文世嘉得到广州原创动力的授权，运营《喜羊羊与灰太狼》的部分主题游戏。
2012年前后，精文世嘉向中国大陆引入并代理游戏《幽灵行动》、《海岛探险》和《神铳》等游戏，销量乐观。
2012年，精文世嘉首次在中国大陆推出并代理音乐街机游戏《舞萌》（《maimai》），这是《舞萌》在中国大陆的首次代理运营。此后，《舞萌》街机音乐游戏机的旧版框机开始在中国大陆各地游戏机厅出现。这一情况一直持续至2014年。
根据日本世嘉株式会社的财报，由于中国大陆的政策影响，精文世嘉在中国大陆的盈利状况并不乐观。这也导致精文世嘉公司最后走向停止服务与注销。
2014年2月28日，精文世嘉发表声明，指出其业务自2014年2月底终止营运，其客服电话已于2014年2月停用。精文世嘉的原有业务后续事宜转交给三家公司：广州华立科技股份公司、世宇科技和神采飞扬。
2014年11月1日起，原本由精文世嘉负责代理的中国大陆境内的舞萌maimai街机游戏机的联网功能被停用。这也导致舞萌maimai在中国大陆境内的旧框机（非2019年发布的、由华立科技代理的舞萌DX）只能离线游玩。这也导致中国大陆境内的游戏机厅逐渐停用旧版的舞萌maimai，或对上述街机的软件进行非法改装。
2016年6月2日，据国家企业信用信息公示系统的记录，精文世嘉公司注销。
原由精文世嘉运营的舞萌官方微博“舞萌maimai”在精文世嘉倒闭后仍继续运转更新，后又推送部分舞萌DX和广州华立科技的官方消息，直至2020年6月停更。舞萌官方消息的微博官号发布业务随后被华立科技代理的“舞萌DX”微博官号继承。而此前由精文世嘉代理的世嘉音乐街机游戏《舞萌》（maimai）后来发布的新版本《舞萌DX》（maimaiDX）则在2019年发布后，其中国大陆代理权由广州华立科技有限公司负责，并运营至今。